# Красне (Правдинський район)
Красне (рос. Красное) — селище Правдинського району, Калінінградської області Росії. Входить до складу Мозирського сільського поселення.
Населення —  150 осіб (2015 рік). 

## Населення
| 2002 | 2010 |
| ---- | ---- |
| 173  | ↘150 |